# دبليو دبليو إي راو 2
دبليو دبليو إي راو 2 هي لعبة فيديو من تطوير شركة شركة انكور ونشرتها شركة تي إتش كيو وتم إصدارها في أمريكا الشمالية في عام 2003.